# 작은도서관만드는 사람들
작은도서관만드는 사람들은 문화혜택이 취약한 농어촌, 도서벽지에 작은도서관(문고) 개설 및 좋은책 보급으로 국민 문화수준 향상을 목적으로 1997년 2월 4일 설립된 대한민국 문화체육관광부 소관의 사단법인이다. 사무실은 서울특별시 강남구 학동로 169 2층에 있다.

## 주요 사업
- 농어촌, 산간벽지, 섬마을 등 문화혜택이 취약한 지역에 학교마을도서관 개설지원
- 기업후원 '고맙습니다 작은도서관' 조성 및 운영지원
- 독서캠페인, 독후감 공모, 백일장, 세미나 등 개최
- 해외동포에 책보내기 운동 전개
- 공공도서관 위탁 운영